# Ambatofinandrahana
Ambatofinandrahana är en distriktshuvudort i Madagaskar.   Den ligger i distriktet Ambatofinandrahana District och regionen Amoron'i Maniaregionen, i den centrala delen av landet, 200 km söder om huvudstaden Antananarivo. Ambatofinandrahana ligger 1 402 meter över havet och antalet invånare är 25 997.
Terrängen runt Ambatofinandrahana är huvudsakligen kuperad, men den allra närmaste omgivningen är platt. Runt Ambatofinandrahana är det ganska glesbefolkat, med 22 invånare per kvadratkilometer. Det finns inga andra samhällen i närheten. Omgivningarna runt Ambatofinandrahana är huvudsakligen savann.